# Wilmington (Massachusetts)
Wilmington est une ville américaine du comté de Middlesex. Autrefois célèbre pour ses champs de houblon, c'est aujourd'hui une petite ville résidentielle du nord de l’État.

## Histoire
Wilmington est une colonie fondée en 1665. Elle a obtenu le statut de ville en 1730, par absorption de faubourgs de Woburn et de Reading.
Les insurgents de Wilmington se sont mobilisés le 19 avril 1775 et lors de la bataille de Concord ont combattu à Merriam's Corner.
Le Canal du Middlesex, inauguré en 1803, traversait Wilmington : il assurait le trafic de fret et de passagers entre la vallée du Merrimack et Boston. L'une des principales marchandises était les cônes de houblon qui, du milieu du XVIIIe siècle au début du XIXe siècle, faisaient la fierté du Massachusetts, premier état producteur d'Amérique du Nord. Le comté du Middlesex était particulièrement réputé pour ses champs de houblon, et à Wilmington sa culture était prisée au plus haut point. Puis lorsque la colonie de Lowell sortit de terre dans les années 1820, le canal devint l'une des principales voies d'acheminement du coton vers les filatures. 
Le canal tomba à l'abandon en 1852 car depuis 1835, on s'affairait à la construction de la ligne de chemin de fer Boston and Lowell Railroad. Elle reste à ce jour la plus ancienne ligne de chemin de fer encore en activité aux États-Unis. Wilmington est également desservie par l'antenne ferroviaire de Haverhill (l'ancienne antenne de Portland de la Boston and Maine Railroad). Une ligne touristique, la Wildcat, relie les embranchements de Haverhill et de Lowell, en reprenant le tracé de l'ancienne ligne Wilmington & Andover Railroad, prédécesseur de la Boston & Maine.
C'est à Wilmington que John Ball aurait obtenu le cultivar Baldwin. Le musée municipal de Wilmington occupe une ancienne taverne, la Col. Joshua Harnden Tavern, qui servait probablement de buffet à la gare souterraine.
La population de Wilmington a quadruplé depuis la seconde guerre mondiale. La ville est desservie par l'Interstate 93, la Route 62, la Route 129 et la Massachusetts Route 38Route 38.

## Démographie
| Groupe            | Wilmington | Massachusetts | États-Unis |
| ----------------- | ---------- | ------------- | ---------- |
| Blancs            | 93,5       | 80,4          | 72,4       |
| Asiatiques        | 3,7        | 5,3           | 4,8        |
| Métis             | 1,4        | 2,6           | 2,9        |
| Afro-Américains   | 0,8        | 6,6           | 12,6       |
| Autres            | 0,6        | 5,0           | 7,3        |
| Total             | 100        | 100           | 100        |
|                   |            |               |            |
| Latino-Américains | 1,8        | 9,6           | 16,7       |

Selon l'American Community Survey, pour la période 2011-2015, 89,41 % de la population âgée de plus de 5 ans déclare parler anglais à la maison, alors que 2,07 % déclare parler le portugais, 1,20 % le vietnamien, 1,14 % l'espagnol, 0,97 % le russe, 0,81 % l'italien, 0,59 % le tagalog et 3,82 % une autre langue.